# Polikarpov I-16
Pour les articles homonymes, voir I16.
Le Polikarpov I-16 Ichak, (du russe Ишак, âne ou petit mulet) était un avion de chasse soviétique, qui vola pour la première fois en décembre 1933, et entra en service en 1935. 
Sa structure était plutôt traditionnelle, mais il fut le premier avion militaire à être pourvu d'un train d'atterrissage entièrement escamotable (manœuvré manuellement par le pilote).
À sa sortie il était le chasseur le plus léger et le plus rapide du monde.

## Conception et historique de quelques variantes
Nikolaï Polikarpov, tout juste libéré de prison en janvier 1933 grâce aux bons résultats de son chasseur biplan Polikarpov I-5, voyait d'un très mauvais œil l'arrivée du bureau d'études Tupolev dans son domaine réservé des avions légers. En effet, l'ingénieur Pavel Soukhoï venait de concevoir un prototype de chasseur monoplan ANT-31 qui risquait fort d'être adopté par la VVS, sous la désignation de I-14. C'est pourquoi dès avant le premier vol de celui-ci, qui eut lieu le 7 mai 1933, et parallèlement à son biplan amélioré I-15, il commença à travailler d'arrache-pied sur un monoplan le TsKB-12, le bureau d'études effectuant des journées de 18 heures.
Le fuselage de l'avion était une structure semi-monocoque en bois, revêtu de sphon, un contreplaqué de bouleau. La voilure avait une structure métallique, avec des longerons en acier au chrome et des nervures en duralium, le tout étant recouvert de toile, sauf le bord d'attaque qui était lui en duralium. Les gouvernes avaient elles aussi une structure en duralium recouverte de toile. Les ailes était dotées de flaperons combinant aileron et volet hypersustentateur qui se braquaient automatiquement à 15° à la sortie du train d'atterrissage. Celui-ci, doté d'amortisseurs oléopneumatiques, s'escamotait grâce à un volant manuel placé dans le poste de pilotage.
Polikarpov semble avoir essayé de minimiser la longueur de l'appareil en plaçant directement le moteur sur la cloison pare-feu. L'avion était donc extrêmement « pointu » au pilotage, il réagissait très vite aux commandes et était très véloce dans toutes les acrobaties. Mais en contrepartie, il se révélait difficile à contrôler et avait tendance à décrocher en vrille dans les virages. La vitesse d'atterrissage de 100 km/h était élevée, ce qui pouvait être dangereux. Le premier prototype était motorisé avec un M-22 (copie du Bristol Jupiter) développant seulement 480 ch, permettant une vitesse maximale de 360 km/h. Les autorités décidèrent que le TsKB-12 était plus prometteur que l'ANT-31, et l'avion fut commandé sous le nom de I-16, la production débutant en mai 1934 aux usines GAZ-1 de Moscou-Khodinka et GAZ-21 de Gorki.
Les premiers appareils de série volèrent donc avec un M-22, étaient armés de deux mitrailleuses ChKAS de 7,62 mm approvisionnées à 900 coups. Ils étaient dotés d'une verrière coulissante peu pratique. Du fait de la difficulté de pilotage, on produisit rapidement un biplace d'entraînement. 
Puis apparut le I-16-4, avec flasques recouvrant le train d'atterrissage, hélice AV-1, moteur Wright Cyclone de 700 ch (renommé M-25) produit sous licence.  
Le I-16 type 5 reçut quelques modifications mineures, et un siège blindé de 9 mm d'épaisseur pour le pilote.
Apparut ensuite le type 6, à la structure renforcée pour mieux supporter le moteur. La masse de l'avion fit un bond, il fut  inférieur en vitesse ascensionnelle à son prédécesseur. Il fut le dernier I-16 à être équipé d'un poste de pilotage fermé.
Il fut remplacé en 1937 par le type 10, motorisé par un M-25B de 750 ch, armé de deux mitrailleuses supplémentaires dans les ailes, avec possibilité d'emport de six roquettes RS-82 de 82 mm sous les ailes, ce qui pouvait le transformer en un réel avion d'attaque au sol. Comme écrit précédemment, l'habitacle était à l'air libre. Cet appareil fut certainement créé à la suite de l'expérience espagnole, où lors de la bataille de Guadalajara deux divisions italiennes perdirent des centaines de véhicules, et furent immobilisées par l'attaque de dizaines de chasseurs et bombardiers pilotés par des Soviétiques.  
Il fut suivi par le I-16 P, dont les mitrailleuses d'ailes sont remplacées par des canons ShVAK de 20 mm, puis apparut le type 17, globalement identique au type 16, mais qui fut produit en grande série. 
Un autre dérivé du type 16 fut le CKB-15, motorisé par un M-100 de 850 ch permettant une vitesse maximale de 500 km/h. La puissance du moteur pouvait permettre l'emport d'une bombe de 50 kg sous chaque aile.
Après plusieurs prototypes divers apparut le type 24, motorisé par un Shvetsov M-63 de 1 100 ch permettant une vitesse de 515 km/h au niveau de la mer.
Une variante du type 24 fut le I-16-SPB, bombardier en piqué armé de deux mitrailleuses dans le fuselage, et transportant 250 kg de bombes sous les ailes.

## Engagements

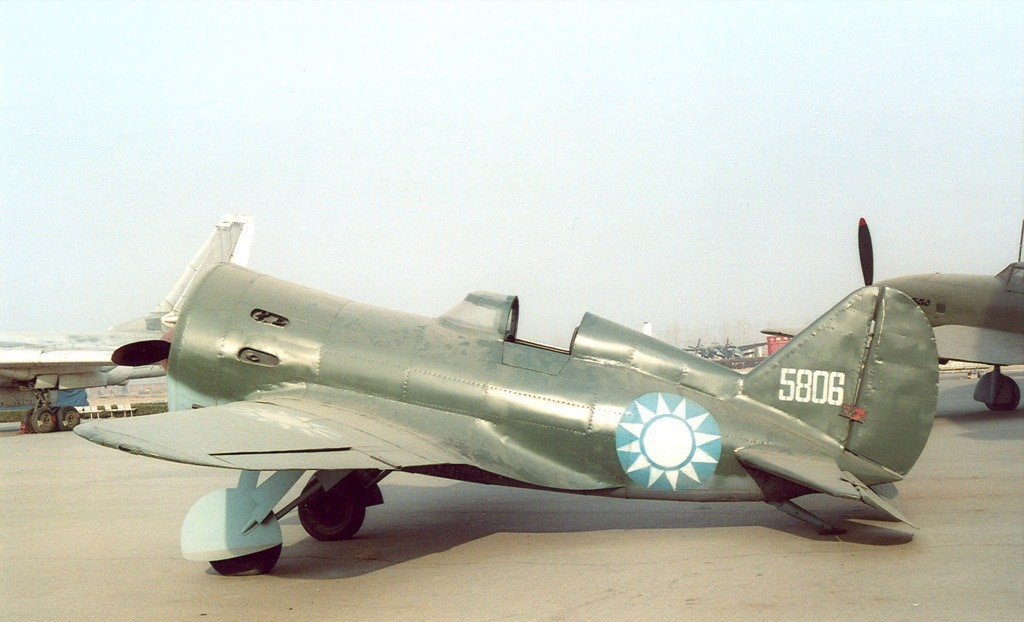
Un I-16 exposé au Musée de l'aviation chinoise.

Lors de la Guerre d'Espagne, 276 exemplaires du Polikarpov I-16 équipèrent l'aviation républicaine. L'avion y était surnommé "Mosca" (mouche), les nationalistes l'appelaient Rata (rat). Grâce à ses performances et sa puissance de feu, il y fut craint par ses adversaires, et n'y fut réellement dominé que par le Messerschmitt Bf 109. Il était capable d'effectuer de véritables prouesses dignes de spectacles aériens, mais pouvait facilement devenir incontrôlable. De plus, son architecture rendait la visibilité mauvaise. À l'arrêt des hostilités le 1er avril 1939, l'I-16 aurait subi 187 pertes, dont 112 au combat et 62 par accident.
Un nombre indéterminé d'appareils, évalué par certaines sources à 75, fut livré à la Force aérienne de la république de Chine lors de la guerre sino-japonaise. 
Pendant la Seconde Guerre mondiale, il est le principal chasseur des Forces aériennes soviétiques en 1941, mais est dépassé par le chasseur allemand nommé plus haut.
Au total, cet avion aurait été construit à 7 005 exemplaires monoplaces, et 1 639 biplaces.

## Variantes
- TsKB-12 : prototype à moteur M-22.
- TsKB-12bis : prototype à moteur M-25.
- TsKB-18 : prototype d'attaque au sol, 4 mitrailleuses PV-1.
- I-16 Type 1 : (30 exemplaires)2 mitrailleuses PV-1 dans les ailes avec 900 coups, moteur M-22 de 480 ch.
- I-16 Type 4 : 2 mitrailleuses PV-1 dans les ailes avec 900 coups, moteur M-25 de 700 ch.
  - UTI-2 : version biplace à moteur M-22.
  - UTI-3 : version biplace à moteur M-22 et train fixe.
  - UTI-4 : version biplace à moteur M-25.
- I-16 Type 5 (1 500 exemplaires) : 2 mitrailleuses ShKAS dans les ailes avec 900 coups, moteur M-25 de 700 ch.
  - I-16 P : premier essai d'un armement canon.
- I-16 Type 6 : 2 mitrailleuses ShKAS dans les ailes avec 900 coups, moteur M-25A de 730 ch.
- I-16 Type 10 : 2 mitrailleuses ShKAS dans les ailes avec 900 coups, 2 mitrailleuses ShKAS sur le capot avec 650 coups, moteur M-25V de 750 ch.
  - I-16 TK : prototype avec 2 turbocompresseurs TK-1, 2 mitrailleuses ShKAS sur le capot avec 650 coups.
  - TsKB-12 P : prototype du type 17.
- I-16 Type 17 : version d'attaque au sol avec 2 canons ShVAK de 20 mm avec 150 coups dans les ailes, 2 mitrailleuses ShKAS sur le capot avec 650 coups.
- I-16 Type 18 : 2 mitrailleuses ShKAS dans les ailes avec 900 coups, 2 mitrailleuses ShKAS sur le capot avec 650 coups, moteur M-62.
- I-16 Type 20 : prototype à long rayon d'action, équipé de réservoirs supplémentaires d'intrados qui furent réutilisés sur les séries suivantes.
- I-16 Type 24 : 2 mitrailleuses ShKAS dans les ailes avec 900 coups, 2 mitrailleuses ShKAS sur le capot avec 650 coups, moteur M-62 puis M-63. 
  - I-16 SPB : version bombardier en piqué.
- I-16 Type 27 : 2 canons ShVAK de 20 mm avec 150 coups dans les ailes, 2 mitrailleuses ShKAS sur le capot avec 650 coups et moteur M-62.
- I-16 Type 29 : 2 mitrailleuses ShKAS dans les ailes avec 900 coups et 1 mitrailleuse BS de 12,7 mm sous le moteur, moteur M-63, radio et cinémitrailleuse.
- I-16 Type 28/30 (amélioration du précédent) 450 exemplaires équipé de 2 canons de 20mm et deux mitrailleuses de 7,62mm,ce fut la dernière version utilisée par les russes.

## Autres caractéristiques

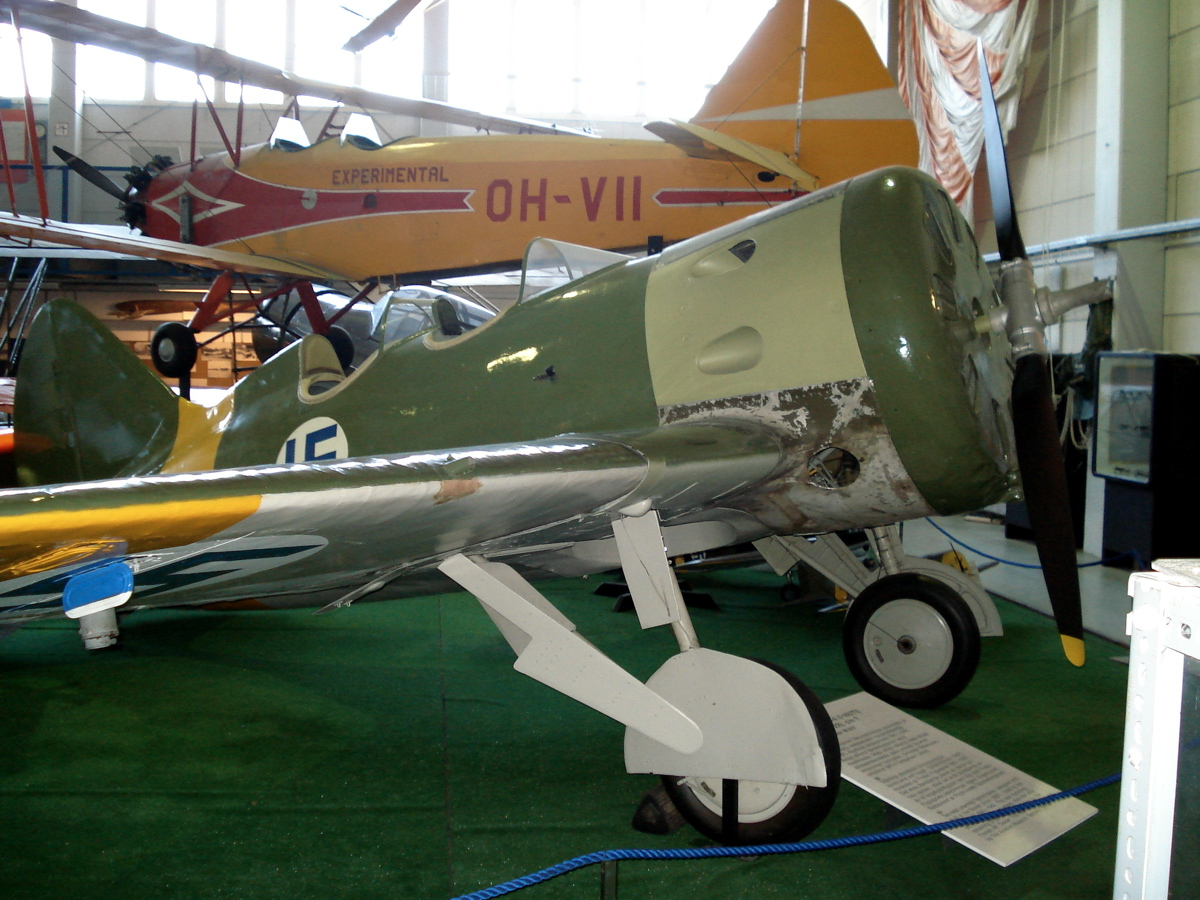
Un UTI-4, la version biplace du I-16

Son temps de montée à 5 000 m est de 8 minutes et 12 secondes.

## Surnoms
- Il fut surnommé Ichak (en russe Ишак : âne) par les propres pilotes russes, ceci en raison de la proximité de prononciation des mots russes âne et I-16.

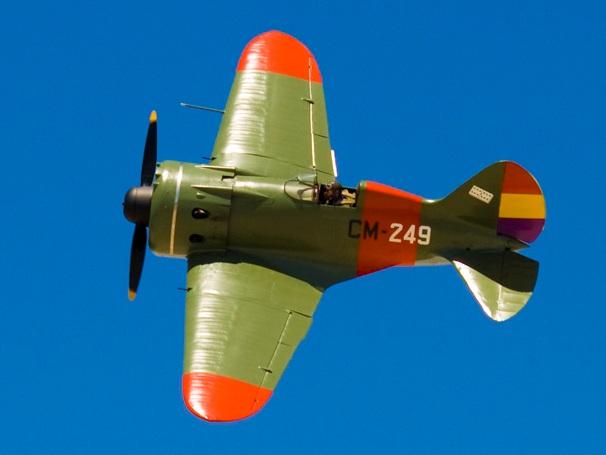
Un I-16 aux couleurs des Républicains Espagnols

- Lors de la guerre civile espagnole, les pilotes qui le pilotaient, les pilotes républicains, le surnommèrent mosca (mouche) en raison de sa petite taille. Leurs adversaires, les pilotes du camp nationaliste, le surnommèrent rata (rat), peut-être en raison du bruit de son moteur, ou peut-être comme geste de mépris[11].

## Littérature
- Avion en cours de restauration par Gabriel Lecouvreur dans la série Le Poulpe.
- Le Polikarpov I-16 profils avions no 4, Lela Presse.
- Double 7, bande dessinée de Yann et Juillard, Dargaud.